# Angelo Bottigelli
Angelo Francesco Bottigelli (Busto Arsizio, 1897 – Busto Arsizio, 1989) è stato un pittore, incisore e poeta italiano.

## Biografia
Frequentò la Scuola Professione "Edmondo De Amicis" e, successivamente, l'Accademia di Brera, affinando la tecnica della pittura e dell'incisione. Nel 1925 partecipò alla I mostra bustese di pittura, che fu la sua prima attività espositiva; ottenne una medaglia d'oro dal comune di Busto Arsizio e vendette gran parte delle opere esposte. In seguito furono numerosi gli eventi espositivi in tutta la provincia. Nel 1928 conquistò il Premio Dante Alighieri alla I Mostra Biennale degli artisti bustesi. 
Il 1930 fu l'anno della sua prima mostra personale; da lì iniziò poi ad esporre anche in realtà quali La Permanente di Milano, Bolzano e Firenze.
Nel 1933 fu parte della giuria alla I Mostra di pittura, scultura e arti decorative insieme a grandi nomi dell'arte bustese e nazionale quali l'architetto Paolo Candiani e i pittori Ivanhoe Gambini e Mario Broggi.
Nel 1934, 1938 e 1939 vennero organizzate altre mostre personali. nel 1943 il comune di Milano acquistò tre acqueforti che entrarono a far parte della raccolta degli acquafortisti moderni della Lombardia presso la Civica raccolta delle stampe Achille Bertarelli. Nel 1944 alcune sue opere furono esposte in occasione della mostra Un gruppo di pittori lombardi.
Fu autore di due opere letterarie: Pennellai da ciar e Divagazioni. Poesie e pubblicò numerosi componimenti poetici sia in italiano sia in dialetto bustocco.
Nel 1951 fu cofondatore dell'associazione La Famiglia Bustocca, della quale fu dapprima segretario e, successivamente, socio onorario.
Nel 1975 scrisse la farsa a due tempi dal titolo I milion daa Merica.
Morì nel 1989; nel 1997 la città di Busto Arsizio gli dedicò una rassegna a cura di Silvia Aldeni presso le Civiche raccolte d'arte di palazzo Marliani-Cicogna.